# Щедрість
Ще́дрість (щедрота) — моральна якість та чеснота, середина між марнотратством та скупістю.
Щедрість протистоїть зажерливості.

## Щедрість— християнська чеснота
Щедрість та великодушність є ґрунтом, що на ньому базується Божа любов.

## Цитати про щедрість
- Щедрість: Ваша свіча не гасне, коли від неї запалюються інші. Все, що не віддане — втрачене.
- «Радість людині — добродійність його» (Прип.19:22).
- За щедрість, безкорисливість і добродійність, виявлені людиною до ближнього, Господь «віддасть йому за благодіяння його» (Прип. 17:19).